# 两淮盐务总栈旧址
两淮盐务总栈旧址位于江苏省扬州市仪征市仪征经济开发区十二圩街道社区人民路47号扬子中学校园内，南侧面对盐河。

## 历史
两淮盐务总栈是清代盐业管理派出机构。淮盐在仪征南门外天池码头集散运销，淮南批验盐引所设于仪征。1853年仪征城市在太平天国战火中焚毁，淮盐转运迁往泰兴县口岸镇。同治四年（1865年）两淮盐务总栈设于瓜洲。由于瓜洲段江岸不断坍塌，同治十二年（1873年）十月十五日，两淮盐务总栈迁往仪征县十二圩，淮南、淮北盐斤在此堆储转运，销往江苏、安徽、江西、湖北、湖北五省，数千艘盐船在此停泊，数万名船夫在此谋生。民国初年改名“扬子盐务总栈”。民国二十年（1931年）新盐法通过后，扬子盐务总栈失去功能。新盐法遭到十二圩从业人员抵制，拦截运盐轮船，又到镇江的江苏省政府和南京国民政府请愿，聘请律师章士钊与国民政府交涉，迫使财政部于1934年重新修订政策，轰动一时。1937年8月淞沪会战开始后，在江苏、安徽等省的大批十二圩盐船，被政府调集，分别凿沉在江阴要塞和马当要塞，以堵塞航道，阻挡日舰入江。十二圩盐船损失金额超过一千万银元。1937年11月下旬，日军占领十二圩，淮盐总栈关闭。
两淮盐务总栈原址继续用作“两淮盐务扬子初级中学”校舍。 

## 建筑
两淮盐务总栈旧址仅存门楼及码头。门楼长期作为扬子中学入口（直到2020年在其东侧新建大门），坐北朝南，面阔三间。雕花雀替、斗栱保存完好。盐栈门前的盐栈码头，青石板铺砌，台阶16级，长8米、宽3.3米，凿有防滑凹槽。门内复建的四合院，2011年辟为江上青烈士史迹陈列馆。

## 保护
2009年6月，两淮盐务总栈旧址公布为第二批仪征市文物保护单位。